# Тукаев, Нигматулла
Тукаев (Биктимиров) Нигматулла ибн Биктимер ибн Тукай аль-Стерли (ас-Слаучи) (1772 (по другим данным, 1770, 1773 или 1776) год — 27 марта 1844 года) — татарский имам Стерлибашевских мечети и медресе, тархан, суфист.

## Биография

### Происхождение
Нигматулла ибн Биктимир является внуком Тукая Курманаева из деревни Старая Салаусь, основателя деревни Стерлибашево.

### Ранние годы
Нигматулла ибн Биктимир получил хорошое образование. Он знал татарский, персидский, арабский, турецкий и русский языки. Учился в Стерлибашевском медресе, медресе села Маскара Вятской губернии. В 1795—1798 годах обучался в деревне Мачкары Малмыжского уезда у известного мудариса ахуна Мухамедкарима. Учился в Казани при мечети «Иске-Таш» у Файзуллы бин Сайфуллы аль-Кизляви и в Оренбургской подгорной Сеитовой слободе торговых татар у Мухаммад-Рахима бин Юсуфа аль-Ашити и Абдурахмана бин Мухаммад-Гарифа аль-Кирмани. После окончания обучения в 1801 году Нигматулла ибн Биктимир был отправлен для дальнейшего обучения в Бухару, откуда возвратился в 1809 (по другим данным, в 1812) году. По пути в Бухару он отправился в село Мачкара, где учился у Мухаммедрахима бин Юсуфа. В Бухаре учился у Габденнасыра Курсави и у шейха Абу Салиха Мухаммада Нияз-Кули ат-Туркмени, в окружении которого пребывал в течение долгого времени и был принят в суфийское братство. В Бухаре получил разрешение на воспитание мюридов и преподавание исламских наук.

### Имам
После смерти имама мудариса Гадылшы Абдуллина в 1812 году (по другим данным, 22 августа 1813 года) новым имамом мударисом стал Нигматулла ибн Биктимир, который также получил звание «Шейха Ишана». Всю жизнь он посвятил распространению Ислама, очищению его от нововведений и преподаванию шариатских наук. Нигматулла ибн Биктимир вёл скромную жизнь, и, будучи сыном известного местного купца Биктимира Тукаева, употребил свое богатство на благотворительные дела. Большинство его уроков было по тафсиру, хадису, суфизму и этике. По тафсиру изучались книги «Анвар ат-Танзиль» имама аль-Байдави, по таухиду и сыфату — «Шарх аль-'акаид ан-Насафийа» шейха Абу Насра Абд ан-Насра аль-Курсави. Нигматулла ибн Биктимир потратил много денег на заказы экземпляров рукописных книг и сам скопировал множество книг. Он написал персидско-тюркский словарь «Лугъат Нигъметулла», учебные пособия по арабо-тюркой сравнительной грамматике.
Нигматулла ибн Биктимир часто напоминал своим шакирдам, что: «Ислам поощрял и поощряет не только трезвый образ жизни, чистоплотность, заботу о семье, стариках, больных, немощных, но самое главное — трудолюбие». Заботясь о расширении учения и восстановлении нравственности, он занялся искоренением некоторых обычаев, оставшихся среди мусульман со времени язычества. Нигматулла ибн Биктимир своими фетвами запретил праздновать джиены, Сабантуй, Навруз, поминать умерших на 3, 7, 40 дней. Нигматулла ибн Биктимир, согласно традиции накшбандийа-муджадидийа, стал практиковать коллективные зикры, сидя в кругу, на восходе солнца, и многодневные безотлучные моления в мечетях.
Здания прежних мечети и медресе, основанных имамом Хусаином, нуждались в ремонте, поэтому «с разрешения Его Высокостепенного Оренбургского муфтия Хусаинова», в 1814 году Нигматулла ибн Биктимир перенес мечеть и медресе на то место, где они стоят в настоящее время. Его медресе называли «Дар уль-Улюм» (Дом Знаний). В новом медресе была сделана большая библиотека и был проведен водопровод; весь двор медресе был огорожен хорошим забором и сделаны трое ворот.
Во время его преподавания в Стерлибашево начали приезжать со всех сторон как для получения образования, так и к шейху для поклонения и получения благословения. У Нигматуллы ибн Биктимира имелись самые редкие книги в округе, за которыми к нему приезжали другие имамы (например, Абдаррахим Утыз-Имяни), ахуны и муфтии. К Нигматулле ибн Биктимиру приезжали даже муфтии ОМДС Мухаммеджан Хусаинов и Габдессалям Габдрахимов и ханы — зауральский Ширгази хан (в неизвестном и в 1820 гг.) и Букеевский Джангир хан (в 1828 году). Букеевский хан отправил своего сына Искандер-Султана на обучение к Нигматулле ибн Биктимиру и пожертвовал денег для устройства медресе. Джангир хан имел связи с селом Стерлибашево через свою жену Фатиму, дочь муфтия ОМДС Мухаммеджана Хусаинова. Сыновья Джангира и Фатимы учились у Нигматуллы Тукаева до 1830-х годов.
Многие мусульманские ученые люди из Мензелинского и Белебеевского уездов и из Букеевской Орды остались в Стерлибашево и стали хальфами (учителями), из них наиболее известные: Габдулсатар-хазрет из Туймазов, впоследствии ставший ишаном, имамом-мударисом в Туймазах, Фазулла, который тоже стал ишаном и имамом-мударисом в деревне Такта-алачег Мензелинского уезда, и Сулейман-хазрет из Букеевской Орды, ставший ишаном той местности.
Благодаря содействию многих ученых сотрудников дела Стерлибашевского медресе пошли очень успешно. Ученики приезжали из разных губерний и киргизских степей. Нигматулла ибн Биктимир превратил свое медресе в крупнейший суфийский центр региона и имел, по некоторым данным, десятки тысяч мюридов. Нигматулла приобрел всеобщее уважение и его стали именовать «Катта-хазретом» (великим).
После Восстания Пугачёва медресе начали закрывать. Стерлибашевское медресе избежало этой участи, так как во время голода Нигматулла ибн Биктимир помогал людям. За это ему даровали «Тарханную грамоту», которая гарантировала медресе безопасность и определённые льготы.
Нигматулла ибн Биктимир начал работы по озеленению Стерлибашево. Некоторые из сосен, посаженных в то время, растут и сейчас.
Проболев около двух лет, Нигматулла ибн Биктимир скончался 27 марта 1844 года. После него Стерлибашевское медресе осталось в полном комплекте с 600 учащихся. Ученики: Абдуссаттар бин Абдулла ат-Туймази, Саид бин Нурмухаммед альУри, Ахмедшах бин Абдулла ас-Сарыли, Фазлулла бин Файзулла ат-Тактави Самарканди, Ибн Абдулхамид и другие. Похоронен в родовом мавзолее в Стелибашево. На одной из сторон мавзолея Тукаевых написано по-арабски: «hаазихи ат-тараба аль-мубаракат ли аль аш-Шейх ар-Раббани ли аль-Алим ас-самадаани хальфа аш-Шейх Мухаммад 'Убайдулла аль-Бухари бин аль-Имам аш-Шейх Абу 'Абдулла Мухаммад-Харис бин Мухаммад Ни’матулла аль-Эстерлибаши ан-Накшбанди…тууфи сана саби’и ва самаани ва миатайни ва 'аляф РахимахуЛлаху Та’аля» («Это могила последователя религиозного течения Накшбанди шейха Абу Салиха Мухаммада Нияз-Кули ат-Туркмени аль-Бухари — Абу Мухаммедхариса аш-Шейх Мухаммада Нигматуллы бин Биктимера аль-Стерли, да будет им благодарность Аллаhа»).

## Память
- На фасаде мечети в деревне Стерлибашево Нигматулле ибн Биктимиру и другим людям, внёсшим вклад в развитие мечети, установлена мемориальная доска[13].
- Риза Фахретдинов в своей книге «Аҫар» писал: «Мировоззрение хазрата Нигматуллы было очень широким, у него было много единомышленников, авторитет среди сельчан был неимоверно высоким. Религиозности его не было краев»[14].
- Вот какую характеристику давал Нигматулле ибн Биктимиру Шигабутдин Марджани в своей книге «Мостафад эль-Ахбар фи Ахвали Казан ва Болгар»: «Мулла Нигматулла Биктимер бин Тукай бин Урманай эдб-Старли выходец из села Салавыч Малмыжского уезда Казанской губернии… Жил широко, имел много шакирдов. В своем крае пользуется огромным признанием. Он был одним из сторонников мировоззрения Габдельнасира эль Курсави и одним из его друзей».
- Внук Нигматуллы ибн Биктимира, Мухамедшакир Тукаев, включил его биографию в свою книгу «История Стерлибаша»[11].